# تپه شهر سوخته ۴۸
تپه شهر سوخته شماره ۴۸ مربوط به هزاره سوم و ۲ قبل از میلاد است و در شهرستان زابل، بخش شیب آب، روستای محمدآباد واقع شده و این اثر در تاریخ ۳۰ تیر ۱۳۸۴ با شمارهٔ ثبت ۱۲۱۳۶ به‌عنوان یکی از آثار ملی ایران به ثبت رسیده است.